# Famille de Ségur
La famille de Ségur est une famille subsistante de la noblesse française, d'ancienne extraction. Son membre le plus célèbre est la comtesse de Ségur, et elle a donné un maréchal de France.

## Origines
Selon Victor de Ségur-Cabanac, sa famille trouve ses origines au IXe siècle et aurait abouti à trois lignages : une lignée principale qui conduit à des vicomtes de Limoges ; un lignage fondu en 1281 dans la Maison (d'Escors, royaume de Navarre ? ; d'Escars) ; un autre dans la Maison de Bruzac par le mariage d'Assalide de Ségur avec le Seigneur de Bruzac. Cela reste à confirmer ; Ségur est un nom assez répandu, et notamment un toponyme assez fréquent (sûreté, position de verrou, notamment d'éperon) : rien ne prouve que les familles qui portent ce nom soient effectivement parentes. 
Le Chevalier de Courcelles n'établit aucune parenté prouvée avec les vicomtes de Ségur et de Limoges en Limousin, et note simplement l'existence, outre les vicomtes de Limoges, dès les douzième et treizièmes siècles, dans le Limousin, le Rouergue et même dans la Guyenne, de plusieurs familles portant le nom de Ségur. Les Ségur les plus connus, illustrés par le maréchal de Ségur, et, par alliance, la comtesse de Ségur, sont sans doute une famille du Bazadais (cf. Monségur, Landerrouet-sur-Ségur) ayant commencé sa carrière féodale à Rauzan et la continuant comme soudan de Preissac ou comme captal de Puychagut, encore à Pardaillan, Seyches, Saint-Aulaye, Fougueyrolles, Ponchat, Montazeau etc.

## Membres de la Maison de Ségur
- Alexandre de Ségur a épousé Marie-Thérèse de Clausel, dont :
  - Nicolas-Alexandre de Ségur (1695-1755), président du parlement de Bordeaux et grand propriétaire de domaines viticoles bordelais (Château Latour, Château Lafite, Château Mouton, et Château Calon-Ségur lui valant le surnom de Prince des vignes donné par Louis XV)

- Henri Joseph de Ségur a épousé Claude Élisabeth Binet, dont :
  - Comte Henri François de Ségur, Baron de Romainville, Seigneur de Ponchat, Seigneur de Fougueyrolles, (1689-1751), général, a épousé à Gagny le 12 septembre 1718 Angélique de Froissy (1702-1785), fille naturelle du Régent que celui-ci légitima quatre ans plus tard, avec qui il eut trois enfants :
    - Henriette Élisabeth de Ségur (1722-1747)
    - Marquis Philippe Henri de Ségur (1724-1801), militaire, maréchal de France en 1783, Secrétaire d'État de la Guerre de 1780 à 1787, a épousé en 1749 Louise Anne de Vernon, créole de Saint Domingue, fille d'Alexandre de Vernon et d'Anne Duvivier, avec qui il a eu deux enfants :
      - Comte Louis-Philippe de Ségur (1753-1830), général, diplomate, homme politique et historien, Grand maître des cérémonies de France de 1804 à 1815. Il épouse Antoinette d'Aguesseau (1756-1828), d'où :
        - Comte Philippe-Paul de Ségur (1780-1873), général, pair de France et historien, membre de l'Académie française (1830-1873, fauteuil 6)
          - Comte Paul-Charles-Louis-Philippe de Ségur (1809-1886), député de Seine-et-Oise de 1842 à 1848
            - Comte Louis-Philippe-Charles de Ségur (1838-1924), député de Seine-et-Marne de 1871 à 1877.

        - Comte Octave de Ségur (1779-1818), militaire, marié à Félicité d'Aguesseau (1777-1847), fille de Henri-Cardin-Jean-Baptiste d'Aguesseau
          - Comte Eugène de Ségur, pair de France, a épousé le 14 juillet 1819 Sofia Fedorovna Rostoptchina (1799-1874), fille du Comte Fédor Rostoptchine, célèbre femme de lettres (littérature enfantine) connue sous le nom de Comtesse de Ségur (Les Petites Filles modèles, Les Malheurs de Sophie, François le bossu, Les Vacances, etc.), avec qui il a eu huit enfants, dont :
            - Marquis Anatole de Ségur (1823-1902), littérateur, conseiller d'État, préfet de la Haute-Marne, maire d'Aube, a épousé Cécile Cuvelier, dont :
              - Marquis Pierre de Ségur (1853-1916), écrivain et historien français, membre de l'Académie française (1907-1920, fauteuil 5)

            - Comte Louis-Gaston de Ségur (1820-1881), prélat et apologète catholique français
            - Comte Edgar de Ségur-Lamoignon (1825-1900), diplomate et homme politique. Il fut autorisé par décret à relever le nom de Lamoignon.
              - Comte Louis de Ségur-Lamoignon (1860-1930), officier de cavalerie puis président de la Cie internationale des wagons-lits, marié en 1887 avec Rosa Maria Arguelles (1869-1923), puis, en 1928, avec Suzanne du Buit (1876-1963), veuve d'Édouard Goüin et nièce de Henry du Buit.
                - Comte Guillaume-Henri-Robert de Ségur-Lamoignon, alias « Guillaume de Sax » (1889-1945), acteur français, marié avec Cécile Sorel.

            - Nathalie de Ségur (1827-1910), baronne de Malaret, dame de palais de l'impératrice Eugénie.
            - Henriette de Ségur (1829-1908), épouse d'Armand Fresneau, comte romain.
            - Olga de Ségur (1835-), femme de lettres, épouse du vicomte Émile de Simard de Pitray.

          - Comte Adolphe de Ségur-Lamoignon (1800-1876), pair de France
          - Comte Raymond de Ségur d'Aguesseau (1803-1889), préfet et homme politique. Il épouse Nadine Swetchine ( -1836), d'où descendance au sein de la famille Le Jolis de Villiers

      - Comte Joseph-Alexandre-Pierre de Ségur (1756-1805), militaire et homme de lettres français.
        - Alexandre-Joseph Reine de Ségur (1793-1864), Vicomte de Ségur

### Arbre généalogique de la branche autrichienne de la famille
- Comte Auguste de Ségur-Cabanac (1771-1847), il émigra et se fixa en Autriche, général-major et chambellan de l'Empereur d'Autriche, marié à Franziska baronne von Jungwirth (1772-1857)
  - Comte Arthur Andreas Ségur-Cabanac (1805-1885), général-major autrichien, marié à Comtesse Mathilde Bussy-Mignot
    - Comte Alfred Erwein Heinrich Maria von Ségur-Cabanac (1844-1922)
    - Comte Leon Markus von Ségur-Cabanac (1848-1926)

  - Comte Julius von Ségur-Cabanac (1807-1857), marié à Anna von Ségur-Cabanac
    - Comtesse Sidonie Ehnl (1836-)
    - Comte Alexander Moritz von Ségur-Cabanac (1839-1890)
    - Comtesse Franziska von Auersperg (1828-1871)
    - Comtesse Marie von Peche (1825-1885)
    - Comte August Mauritius von Ségur-Cabanac (1841-1888), marié à Christine Aloysia Amalia von Ségur-Cabanac (1844-1911)
      - Comtesse Helene von Ségur-Cabanac (1877-)
      - Viktor Ségur-Cabanac (1869-1913), chroniqueur autrichien
        - Anton Ségur-Cabanac (de) (1929-2011), ambassadeur d'Autriche

      - Comte August Ségur-Cabanac (1881-1931), haut fonctionnaire et homme politique autrichien, ministre des Finances, marié à Maria Freiin Klezl von Norberg
        - August Ségur-Cabanac (de) (1922-2011), général autrichien, marié à Christine Bennier
          - Christian Segur-Cabanac (de) (1948- ), général autrichien
            - Philipp Ségur-Cabanac, brigadier autrichien

          - René Ségur-Cabanac (de), général-major autrichien

Autres membres :
- Jean-Charles de Ségur (1695-1748), prélat, évêque de Saint-Papoul.
- Alexandre de Ségur (1718-1773), président à mortier du Parlement de Bordeaux, prévôt de Paris de 1755 à 1766.
- Marie-Anne-Françoise de Ségur de Ponchat, abbesse de l'abbaye du Val-de-Gif de 1733 à 1749.
- Comte Joseph-Marie de Ségur-Cabanac (1744-1815), maréchal de camp et député aux États généraux de 1789
- Jean-François de Ségur de Boirac (1761-?), militaire, inspecteur général des Haras nationaux de 1810 à 1815.
- Vicomte Amédée de Ségur-Montaigne (1790-1852), secrétaire de la délégation à Stuttgart, Stockholm, Munich et Francfort, puis consul à Palerme à partir du 1er août 1831, à Anvers à partir du 30 juin 1835, et enfin à Smyrne (Izmir) du 25 octobre 1841 jusqu'à sa retraite anticipée le 1er octobre 1846.

## Iconographie

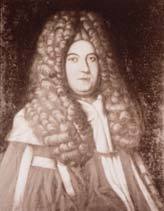
Nicolas-Alexandre de Ségur (1697-1755), magistrat et viticulteur, surnommé le « Princes des Vignes ».
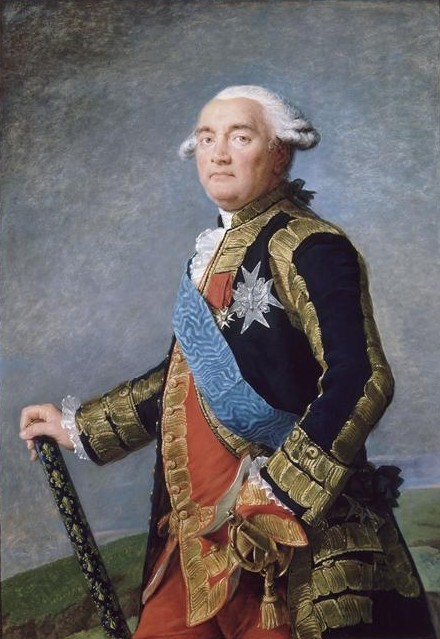
Marquis Philippe Henri de Ségur (1724-1801), maréchal de France et secrétaire d'État à la Guerre de 1780 à 1787. Portrait par Élisabeth Vigée-Lebrun, 1789. château de Versailles.
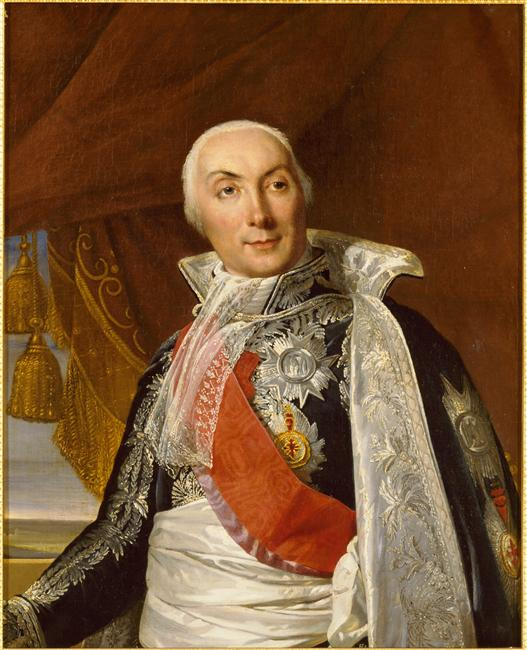
Comte Louis-Philippe de Ségur (1753-1830), officier de la révolution américaine, diplomate, grand maître des cérémonies de Napoléon Ier, historien, poète, membre de l'Académie française.
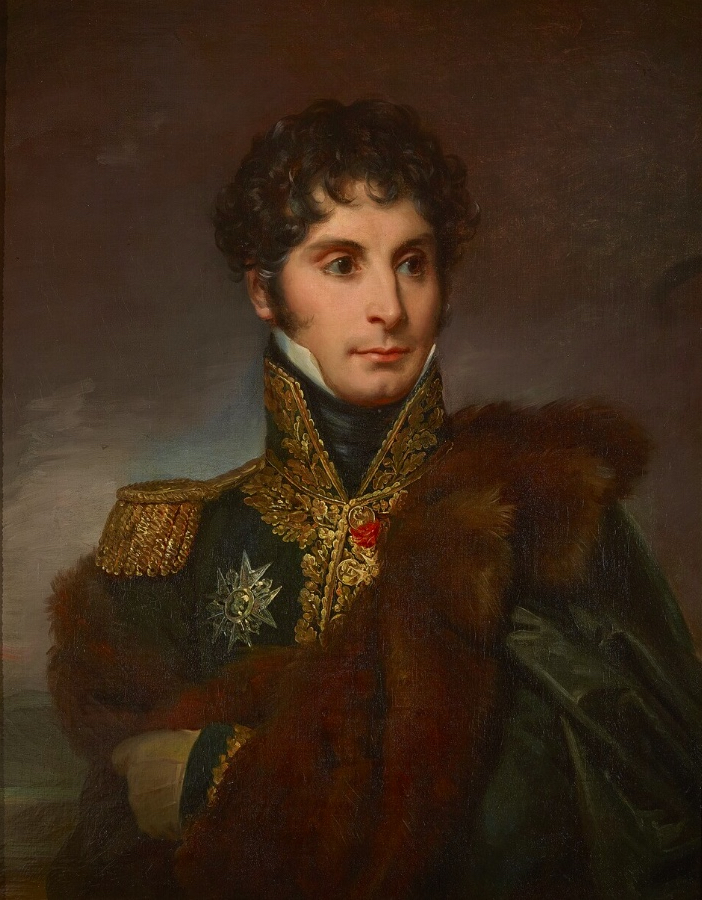
Comte Philippe-Paul de Ségur (1780-1873), historien français, membre de l'Académie française.
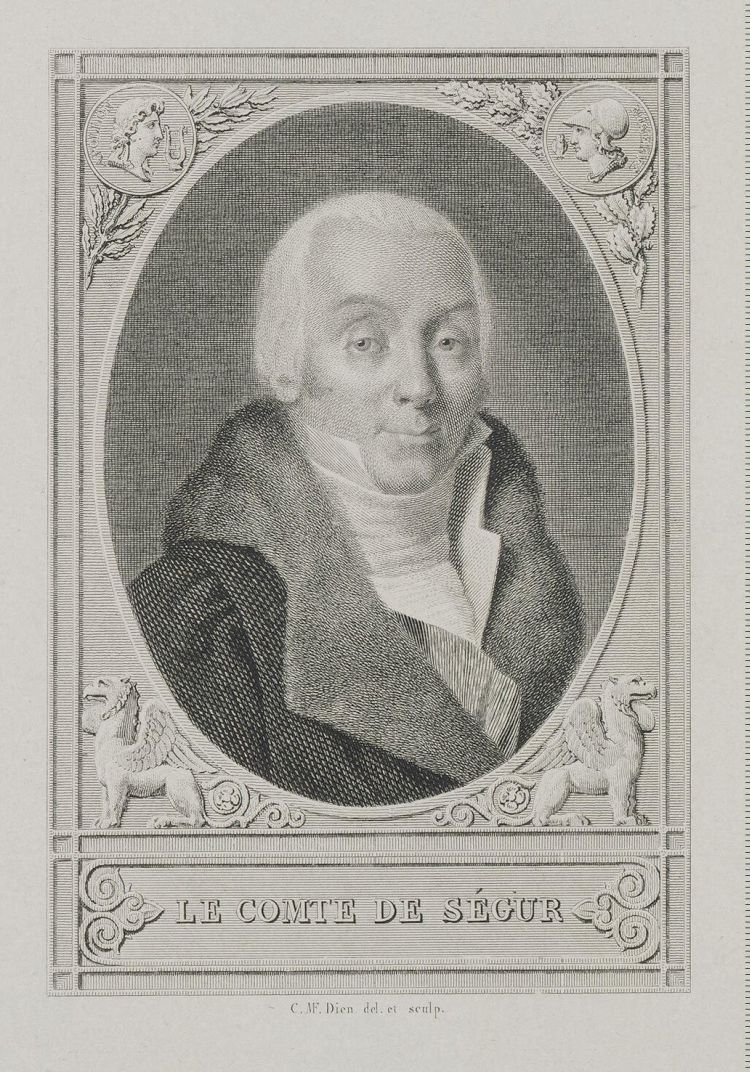
Comte Eugène de Ségur (1798-1869), homme politique.
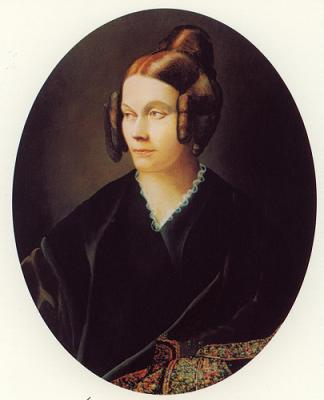
Sophie Rostopchine, comtesse de Ségur.

## Alliances
Les principales alliances de la famille de Ségur sont : Eyquem de Montaigne, de Lur-Saluces, de Grailly, de Polignac, de Salignac de La Mothe-Fénelon, d'Aguesseau, de La Rochefoucauld, de Vintimille, de Galard, de Lamoignon, de Gramont, de Digeon, Casimir-Perier, Greffulhe, Lubomirski, Rostoptchine, Hély d'Oissel, de Rochechouart.

## Châteaux et résidences
- Château de Ségur
- Château de Méry-sur-Oise
- Château de Pitray
- Château Calon-Ségur
- Château Latour
- Château Lafite
- Château Mouton Rothschild
- Château Pontet-Canet
- Château de Francs (Bègles)
- Château de Francs (Francs)
- Château des Nouettes
- Château de la Rivière (Seine-et-Marne)
- Château de la Petite Roseraie
- Château de Villiers (Poissy)
- Château de la Motte (Lorrez-le-Bocage-Préaux)
- Château de Kermadio
- Château de Romainville
- Château de Belfort
- Hôtel de Ségur (Paris, place Vendôme)
- Hôtel de Salm-Dyck
- Hôtel de Brunoy
- Hôtel de Ségur (Paris, rue Saint-Florentin)

## Sources
- Armand de Saint-Saud, Famille de Ségur en Bordelais et Périgord, 1924
- Georges Martin, Histoire et généalogie de la Maison de Ségur, 1991, La Ricamarie, l'auteur, 238 p. ill..
- Victor de Ségur-Cabanac, Histoire de la Maison de Ségur, dès son origine 876. Marquis, Comtes et Vicomtes de Segur en Limousin, en Guienne, en Périgord, en l'Ile de France, en Champagne, en Autriche et en Hongrie. (1908)
- Louis-Philippe de Ségur, Recueil de famille, dédié à Mad. la Ctesse de Ségur, 1826